# Полк імені Петра Болбочана
Кінний полк імені Петра Болбочана, також Дивізіон імені Петра Болбочана — кінна частина Армії УНР. Сформований П. Г. Дяченком після Антигетьманського перевороту в листопаді 1918 року. Полк входив до складу 1-ї Запорізької дивізії, Запорізького корпусу Армії УНР.

## Історія
Після Антігетьманского повстання, яке на Лівобережній Україні почалося 17 листопада під командуванням Петра Болбочана, кінну сотню 2-го Запорізького піхотного полку розгорнули в Кінний полк імені Петра Болбочана. Командиром формованого полку 23 листопада 1918 року був призначений Петро Дяченко.
Полк в момент формування знаходився в Харкові і був частиною міського гарнізону. Немає достовірних відомостей чи брав полк участь в боях з повстанцями під час повстання в Харкові 1-3 січня 1919 року.
На початку січня 1919 року полк бився з більшовиками на захід від Харкова в районі Люботина. З 5 по 6 січня 1919 полк вів запеклі оборонні бої в районі станції Люботин, але через переважання більшовицьких військ полк потрапив в оточення в районі Мерчик — Максимівка. Внаслідок бою, який тривав цілий день 6 січня, полк був майже знищений. При цьому генерал-хорунжий Загродський повідомляв, що частина полку, яка складалася з мобілізованих Харківської губернії, просто розбіглися.
Частина полку, яка вціліла, відступила разом з Харківською групою Армії УНР з Люботина в напрямку Полтава — Кременчук. Від Люботина до Полтави залишки полку давали бій майже на кожній залізничній станції.
В кінці січня 1919 року полк у районі Кременчука переправився на правий берег Дніпра.
27 червня 1919 року Симон Петлюра наказав перейменувати Курінь ім. Петра Болбочана на Окремий кінно запорізький республіканський полк командиром якого залишився Петро Дяченко.